# 1215
1215 (MCCXV) je bilo navadno leto, ki se je po julijanskem koledarju začelo na četrtek.

## Dogodki

### Velika listina svoboščin (Magna carta)
- 4. marec - Kralj Ivan Brez dežele priseže papežu Inocencu III., da se bo udeležil križarske vojne. Po porazu v Franciji leto dni poprej so se mu uprli angleški baroni, zato rabi podporo Cerkve.
- maj - Angleške barone mine potrpljenje do avtokratskega kralja Ivana, zato mu odrečejo fevdalno zvestobo, v kolikor ne sprejme njihove Velike listine svoboščin (VLS). Za maršala si izberejo Roberta Fitzwalterja, barona iz Essexa
  - Avtorji VLS se naslanjajo na Listino svoboščin iz leta ← 1100, s katero je takratno plemstvo omejilo oblast Henrika I.

- 10. junij - Meščani Londona spustijo upornike v mesto.
- 15. junij - Runnymede, blizu Londona: uporni baroni prisilijo kralja Ivana v podpis VLS. Ključno je, da ta zagotavlja, da lahko tudi kralja omejuje zakon. Poleg (nejevoljnega) kralja podpiše VLS še 25 baronov. Dokument podpira tudi canterburyjski nadškof Štefan Langton in še nekaj ostalih cerkvenih knezov, ki služijo za priče. ↓
- 19. junij → Uporni baroni obnovijo fevdalne vezi s kraljem.
- 24. avgust - Papež Inocenc III. razglasi, da je velika VLS sramoten in neveljaven dokument brez pravne vrednosti. Hkrati izobči vse podpisane barone.
- 26. avgust - Začetek Prve baronske vojne angleškega kralja Ivana proti upornim baronom.
- 4. november - Ker je canterburyjski nadškof Štefan Langton zavrnil, da bi izobčil uporne barone, ga papež razreši. Sam nato odpotuje v Rim, da bi papežu razložil zadevo.
- november - Uporni baroni so v defenzivi. Edino počasno premikanje in premontiranje oblegovalnih naprav ovira kralja Ivana, da ne napreduje hitreje. V brezupnem položaju ponudijo krono francoskemu kronskemu princu Ludviku , ki je do krone upravičen po normanskem pravu. Ta dopušča matrilinearen prenos dednine. Ludvik sprejme ponudbo in začne s pripravami na invazijo na Anglijo.
- december - V vojno se vključi škotski kralj Aleksander II., ki vpade v severno Anglijo. 1216 ↔

### Četrti lateranski koncil
- 11. november - Papež Inocenc III. skliče Četrti lateranski koncil. Gre za enega najpomembnejših koncilov v srednjem veku. Udeležijo se ga najpomembnejši evropski vladarji (oziroma njihovi pooblaščenci) in blizu 1500 cerkvenih dostojanstvenikov (nadškofi, škofi, opati). 69 sprejetih dekretov ureja naslednja področja: o redu in pomenu zakramentov; nadaljevanje boja proti heretikom; združitve grške in latinske cerkve; papeškega primata nad posvetnimi vladarji; moralna določila in kazensko pravo za klerike; cerkvam določa izključno bogoslužni namen; načrtovanja nove križarske vojne v Sveti deželi; segregacija judov in muslimanov od kristjanov; idr.
- Obstranski dogodki tekom koncila:
  - Touluški grof Rajmond VI. in grof Foixa Rajmond-Roger Foiški neuspešno lobirata, da bi se jima vrnile posesti odvzete tekom alibižanske križarske vojne. Križarska vojna proti katarom (in vsem njihovim zaveznikom) se nadaljuje.
  - Kljub temu da eden od členov ustavlja ustanavljenje novih meniških redov, španski menih Dominik Guzman dobi dovoljenje za ustanovitev meniškega reda Dominikancev (Ordo Praedicatorum, OP). 1216 ↔
  - Na koncilu je izraženo strinjanje, da se krona staufovskega nemškega kralja Friderika II. za rimsko-nemškega cesarja. Velfovski rimsko-nemški cesar Oton IV. Braunschweigovski je prisiljen abdicirati.

### Ostalo
- 23. julij - Aachen: kronanje Friderika II. za nemškega kralja.
- Umorjenega ustanovitelja Epirskega despotata Mihaela I. Komnena Dukasa nasledi polbrat Teodor.
- Horezmijci pod vodstvom Muhameda II. osvojijo guridsko prvo prestolnico Ghazni, ki pa so jo Guridi z osvojitvijo severne Indije zanemarili.
- Mongoli zavzamejo prestolnico džurčenskega cesarstva Jin, Peking. Cesar Xuanzong kljub nasprotovanju svojih dvornikov, ki so za obnovitev sovražnosti z Mongoli, preseli prestolnico v Kaifeng. Na koncu je Cesarstvo Jin skrčeno za polovico.

## Rojstva
- 23. september - Kublajkan, veliki kan Mongolskega cesarstva († 1294)

Neznan datum
- Beatrika d'Este, ogrska kraljica († 1245)
- papež Celestin V. († 1296)
- David VII., gruzijski kralj († 1270)
- Henrik II., knez Anhalt-Ascherslebena († 1266)
- Henrik III., meissenški mejni grof, lužiški deželni grof († 1288)
- Hetum I. Armenski, kralj Kilikijske Armenije († 1270)
- Ivan Ibelinski, grof Jaffe in Askalona, pravnik († 1266)
- papež Janez XXI. († 1277)
- Jolanda Ogrska, princesa, aragonska kraljica († 1251)
- Neža Andeška, avstrijska in štajerska vojvodinja, koroška vojvodinja († 1263)
- Oton III., brandenburški mejni grof († 1267)
- Robert Kilwardby, angleški kardinal, canterburyjski nadškof, filozof, teolog († 1279)
- Vilijem iz Moerbeka, belgijski (flamski) prevajalec († 1286)

## Smrti
- 5. julij - Eisai, japonski zen budistični menih (* 1141)

Neznan datum
- Bertran de Born, okcitanski trubadur
- Esclarmonda de Fois, okcitanska katarka (* 1151)
- Jacopino della Scala, italijanski trgovec in državnik, ustanovitelj hiše Scaliger
- Mihael I. Komnen Dukas, vladar Epirskega despotata
- Niketas Honiat, bizantinski zgodovinar (* 1155)